# Lysimachia terrestris
Lysimaque terrestre
Espèce
La Lysimaque terrestre, Lysimachia terrestris (L) B.S.P., est une espèce de plantes à fleurs de la famille des Primulaceae. Cette plante est présente en Amérique du Nord, notamment au Québec, dans les zones humides. Parfois, elle ne produit que des bulbilles allongées à l'aisselle des feuilles, ce qui trompa Linné qui crut avoir affaire à un gui terrestre qu'il nomma Viscum terrestris, ce qui explique le nom spécifique actuel de cette lysimaque.

## Description

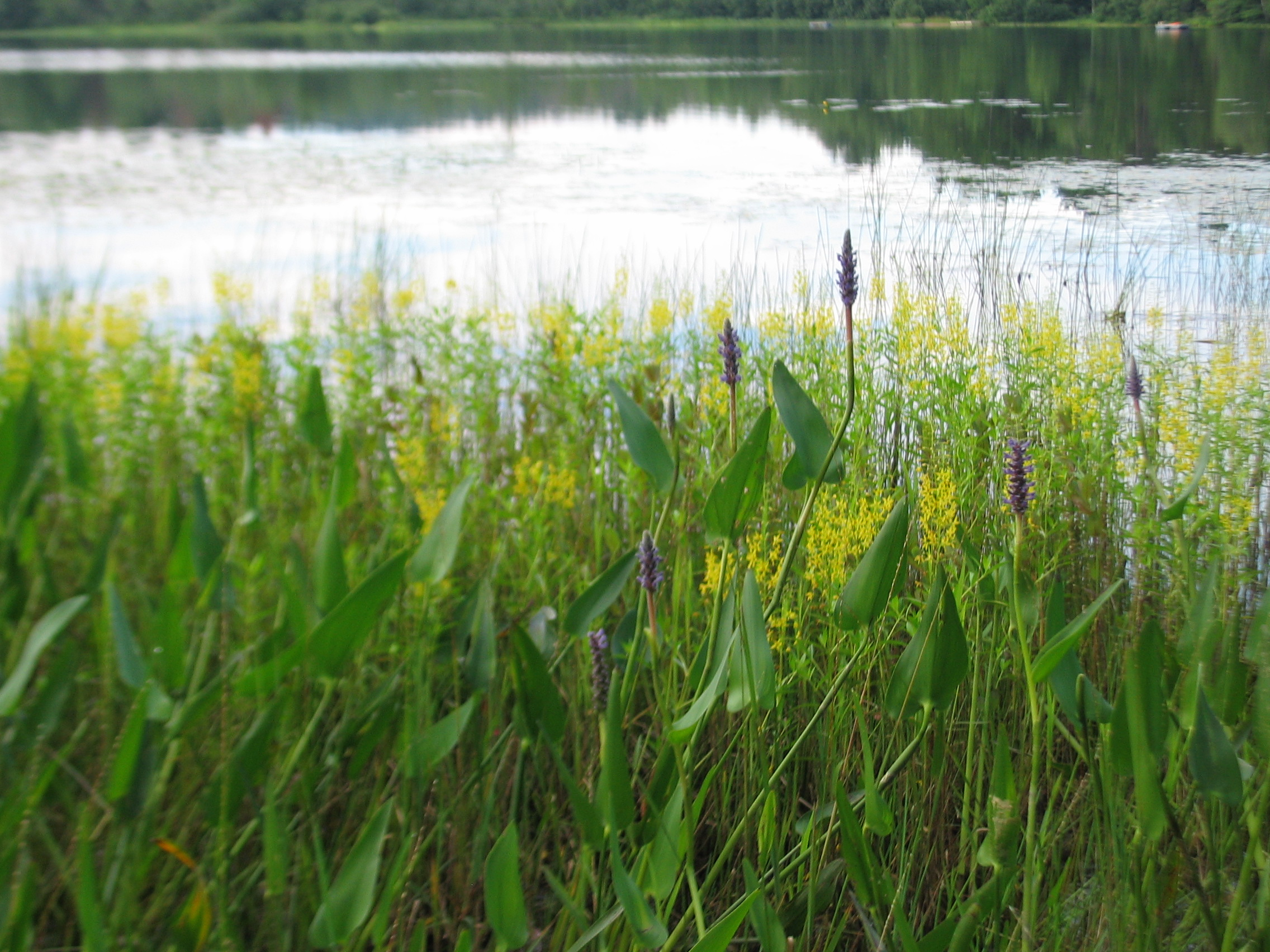
implantation.
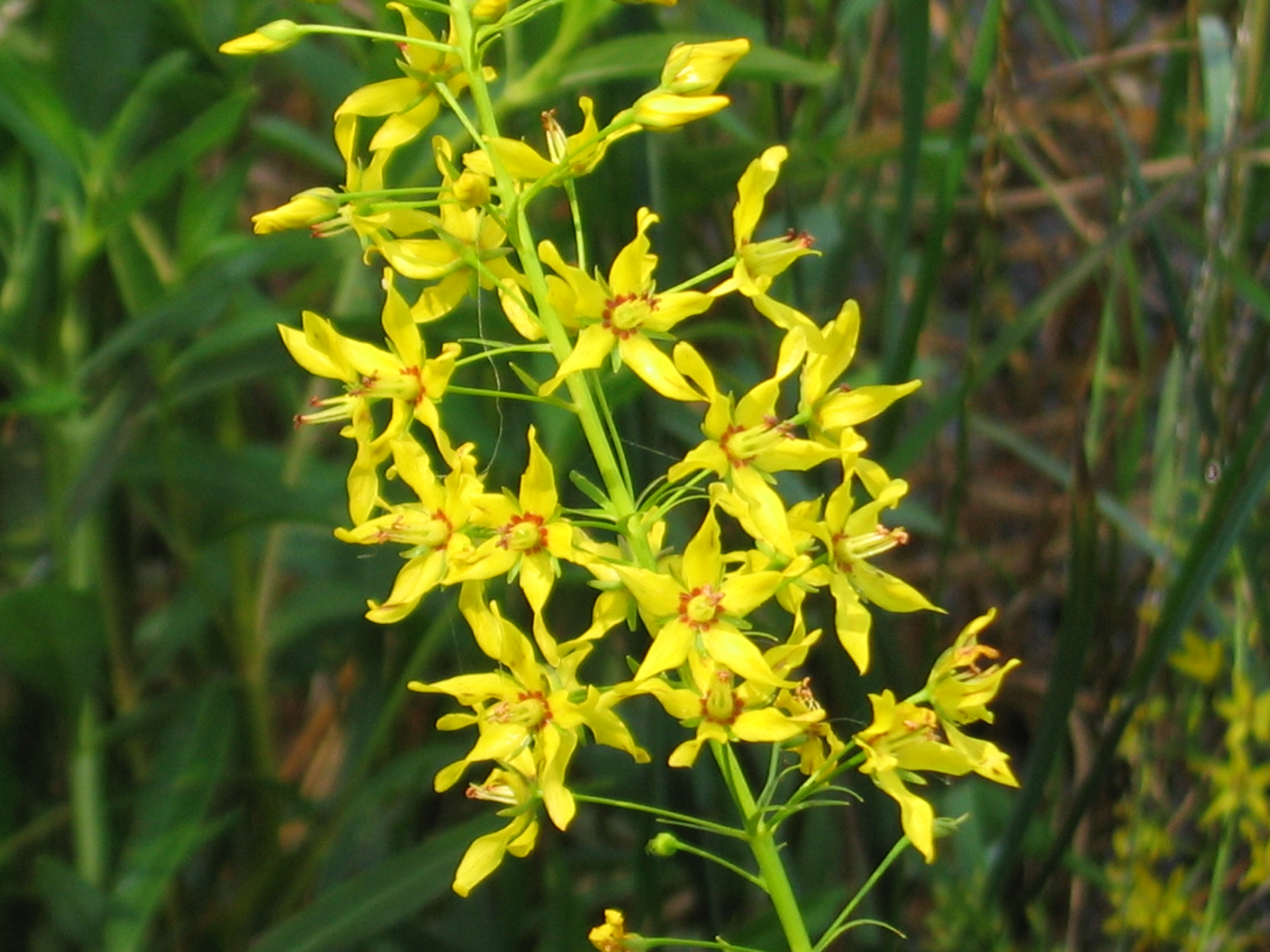
Inflorescence.
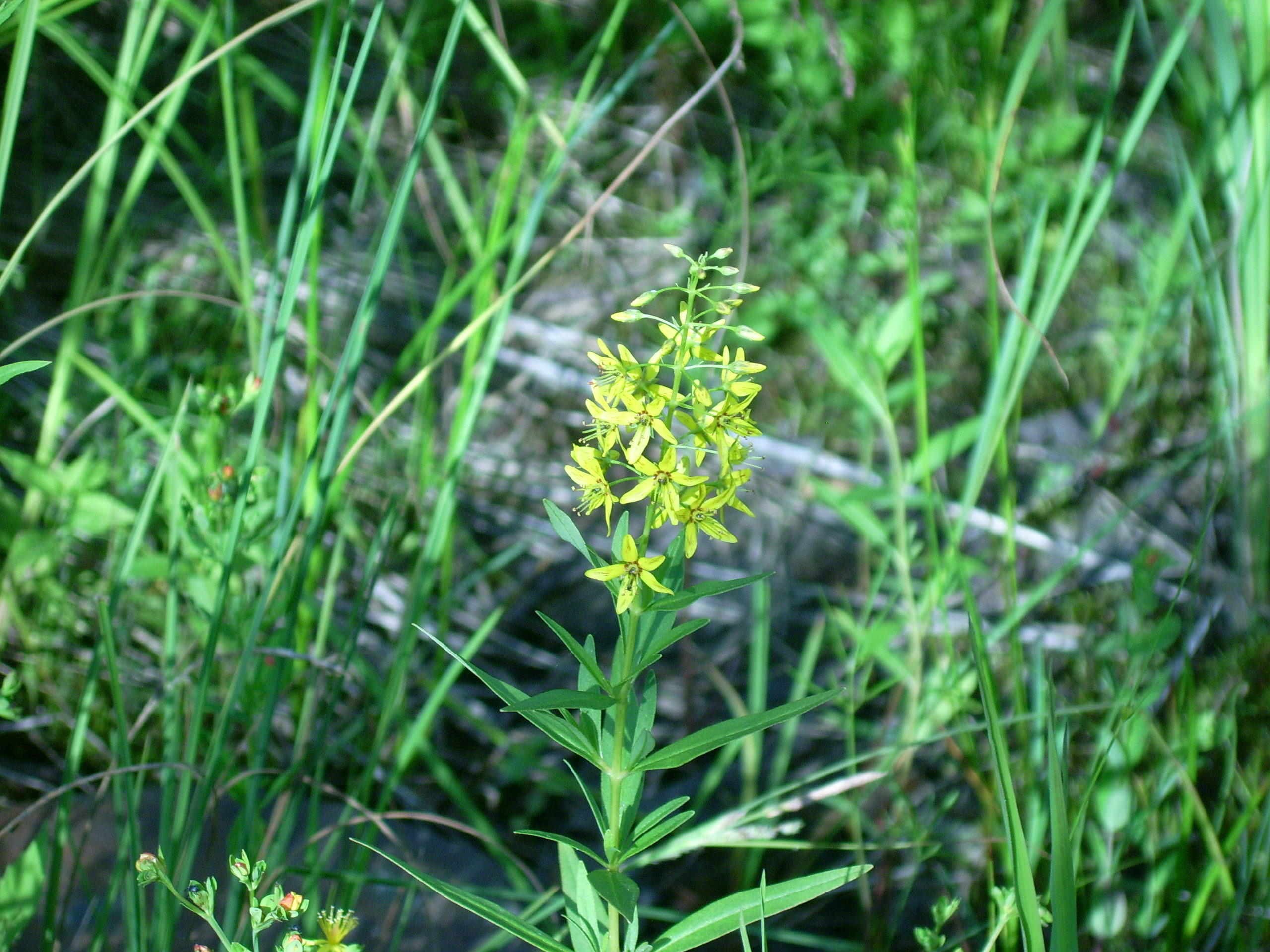
Plante en fleur.

## Liste des variétés
Selon The Plant List (3 juin 2014) :
- variété Lysimachia terrestris var. angustifolia (Chapm.) Hand.-Mazz.
- variété Lysimachia terrestris var. ovata (E.L. Rand & Redfield) Fernald

Selon Tropicos (3 juin 2014) (Attention liste brute contenant possiblement des synonymes) :
- variété Lysimachia terrestris var. angustifolia (Chapm.) Hand.-Mazz.
- variété Lysimachia terrestris var. ovata (E.L. Rand & Redfield) Fernald
- variété Lysimachia terrestris var. terrestris